# 海蘭 (伊利諾伊州)
海蘭（英語：Highland）是一個位於美國伊利諾伊州麥迪遜縣的城市。

## 地理
海蘭的座標為38°44′38″N 89°40′38″W / 38.74389°N 89.67722°W，而該地的平均海拔高度為167米（即548英尺）。

## 人口
根據2010年美國人口普查的數據，海蘭的面積為19.77平方千米，當中陸地面積為17.10平方千米，而水域面積為2.67平方千米。當地共有人口28949人，而人口密度為每平方千米1,464.29人。